# Bupleurum hakgalense
Bupleurum hakgalense är en flockblommig växtart som beskrevs av Klack. Bupleurum hakgalense ingår i släktet harörter, och familjen flockblommiga växter. Inga underarter finns listade i Catalogue of Life.